# Phanodermella flagellicaudata
Phanodermella flagellicaudata är en rundmaskart som beskrevs av Vitiello 1970. Phanodermella flagellicaudata ingår i släktet Phanodermella och familjen Phanodermatidae. Inga underarter finns listade i Catalogue of Life.